# Triphosa pallescens
Triphosa pallescens är en fjärilsart som beskrevs av W. Warren 1896. Triphosa pallescens ingår i släktet Triphosa och familjen mätare. Inga underarter finns listade i Catalogue of Life.